# Визгов, Михаил Алексеевич
Михаи́л Алексе́евич Визго́в (2 октября 1945, Калуга — 7 июля 2025) — главный режиссёр Калужского областного театра юного зрителя, заслуженный работник культуры Калужской области, кавалер ордена Святого Благоверного князя Даниила Московского III степени.

## Биография
Родился 2 октября 1945 года. После окончания школы и училища работал бригадиром на машиностроительном заводе.
Ударник коммунистического труда, имел собственное клеймо качества. Занимался спортом, играл в футбол за калужскую футбольную команду «Заря». В 1964—1979 годах актёр Калужского ТЮЗа. Одновременно работал на заводе. С 1966 года руководитель драмкружка в ДК «Строитель».
В 1989 году окончил Московский государственный институт культуры.
В 1989—1992 годах работал руководителем студии в Народном театре Дома учителя города Калуги.
С 1992 года главный режиссёр Калужского ТЮЗа. Поставил более 60 спектаклей.
В 2005 году, «за высокое профессиональное мастерство и многолетний добросовестный труд, способствующие развитию Калужской области», М. А. Визгов был удостоен почётного звания «Заслуженный работник культуры Калужской области». За вклад в развитие культуры и просвещение молодёжи награждён орденом Русской Православной Церкви Святого Благоверного Князя Даниила Московского III степени.
Жена — директор Калужского ТЮЗа — Валерия Николаевна Визгова, Заслуженный работник культуры России.

Дети — это очень благодарная публика! Более того, ребёнок для нас — это якорь спасения. У него громадная возможность постижения мира, он заряжен на познание мира.— Михаил Визгов